# Codificazione estense
La codificazione estense è stato un processo di riforma ed armonizzazione dell'intera legislazione del ducato di Modena e Reggio svolto fra il 1849 ed il 1852 da un'apposita commissione.
Con un decreto del 6 agosto 1849 l'ultimo Duca di Modena, Francesco V d'Asburgo-Este, istituisce, sotto la supervisione del Ministro di Grazia e Giustizia, Rinaldo Scozia, una commissione composta da cinque membri incaricata di aggiornare le leggi. Ad essa affida l'incarico di riformare il sistema estense delle leggi civili, criminali e delle relative procedure, per renderlo “conforme ai bisogni dei tempi e in armonia con quelli degli Stati limitrofi”, prendendo “per base del proprio lavoro uno dei codici italiani e specialmente quello del Ducato di Parma, vigente nei distretti del ducato che di recente furono aggregati ai nostri domini”.

## La commissione
I membri della commissione sono: Vincenzo Palmieri, Consigliere prima e Presidente poi del Supremo Consiglio di Giustizia, al quale è affidata la presidenza; Alfonso Toschi, Presidente del Tribunale di Giustizia in Modena e professore universitario, Romualdo Manini consigliere del Supremo Consiglio; Luigi Battiliani, dottore in legge e poi giudice del Tribunale di Prima Istanza in Modena e Filippo Cocchi, professore. Dopo il compimento e la pubblicazione dei codici di Diritto civile e di Procedura civile, muore nel 1853 il Toschi, il quale è sostituito da Bartolomeo Veratti, professore universitario.

## Promulgazione
Il Codice civile estense viene promulgato con decreto il 25 ottobre 1851 ed entra in vigore il primo febbraio 1852, mentre quello di Procedura Civile il 14 giugno 1852 ed entra in vigore il 1º novembre 1852. Più lenti sono i lavori degli altri due codici, quello Criminale e di Procedura Criminale, entrambi i codici sono promulgati con un unico decreto il 14 dicembre 1855, per entrare in vigore il 1º maggio 1856, formando così un unico corpo di leggi: Il Codice Criminale e di Procedura Criminale per gli Stati Estensi.

## Valore storico
La codificazione estense, anche con riferimento ai singoli codici, non ha avuto grande eco, né suscitato particolari entusiasmi nei vari studi storico-giuridici, al punto che i commentatori si sono spesso limitati a pochi e sintetici accenni a carattere prevalentemente negativo, in particolare riguardo al Codice Criminale. Tuttavia diversi studi, da quelli di Alessandro Lattes, di Martini e fino ai più recenti contenuti nel Codice Criminale per gli Stati estensi (1855). Scritti vari, raccolti da S. Vinciguerra, Padova, 2002, evidenziano come la codificazione estense, pur non potendo rivestire un ruolo primario nella storia delle codificazioni, non sia così mediocre, retriva e negativa, ma presenta comunque punti di rilievo meritevoli di una maggiore attenzione e considerazione.

## Il Codice di Procedura Criminale per gli Stati Estensi 1855
Il Codice di Procedura Criminale per gli Stati Estensi del 1855 si compone di 543 articoli suddivisi in tre libri, preceduti da un Titolo preliminare di 23 articoli e chiusi da due disposizioni transitorie.
Il Libro Primo, composto da 188 articoli, è intitolato “Del processo” e contiene le norme relative alla competenza dei giudici, all'instaurazione del processo criminale e alla fase istruttoria.
Il Libro Secondo, composto da 247 articoli, è intitolato “Del giudizio” e contiene le norme relative alla messa in stato d'accusa, al dibattimento, al giudizio, alle “appellazioni”, alla revisione, alla contumacia, alle spese e all'esecuzione delle sentenze.
Il Libro Terzo, composto da 85 articoli, è intitolato “Di alcune procedure particolari” e contiene norme relative a vari aspetti particolari del processo come la falsità, il conflitto di giurisdizione, la ricusazione dei giudici, il modo di procedere in caso di fuga dei detenuti e in caso di distruzione o sottrazione di carte processuali.
Ogni libro si riparte al suo interno in Titoli, alcuni di essi si suddividono poi in Capi e il Capo VI del Titolo III del Libro Primo, che disciplina gli atti d'istruzione, è l'unico che a sua volta si suddivide in otto sezioni.
Tale codice doveva essere modellato, per espressa previsione del decreto istitutivo della commissione, su quello parmense del 1820, tenendo presenti in via secondaria anche i codici degli altri Stati. Sia la commissione, sia lo stesso Duca non si basarono solo sul codice parmense, ma furono tenuti in primaria, e a volte esclusiva, considerazione anche gli altri codici di procedura penale, come quello piemontese del 1847, quello delle Due Sicilie del 1819 e, in particolare, il Codice di Procedura Penale per il Regno Italico del 1807, più noto come Codice Romagnosi, nonché la procedura toscana, francese e quella austriaca. Un carattere proprio del Codice è quella di non esaurire la disciplina della materia penalprocessuale nel ducato estense, ma di inserisce, sebbene come fonte primaria, in un sistema articolato e complesso, caratterizzato da fonti tra loro concorrenti:: il Regolamento di Polizia del 1854 e la legislazione speciale per specifici e particolari delitti.